# وبب (آیووا)
وبب (به انگلیسی: Webb) شهری در ایالت آیووا کشور ایالات متحده آمریکا است که جمعیت آن در سرشماری سال ۲۰۱۰ میلادی، ۱۴۱ نفر بوده‌است.